# Paulo Bonfá
Paulo Roberto Bonfá (São Paulo, 31 de janeiro de 1972) é um radialista, humorista, apresentador e narrador brasileiro. É um ex-VJ da MTV Brasil e ex-apresentador do canal FOX Sports. Atualmente apresenta o programa Zona Mista (edição de São Paulo) ao lado de Rudy Landucci na Rádio Globo. É casado com a jornalista esportiva Marília Ruiz.

## Biografia
Estudou no Colégio Santa Cruz, fez Faculdade de Economia na Universidade de São Paulo, administração na Fundação Getúlio Vargas, extensão em Marketing na San Diego State University e MBA em Comunicação na Escola Superior de Propaganda e Marketing. Foi estagiário, trainee, consultor e representou uma empresa americana no Brasil. Começou no rádio em 1991, na USP FM.
Em 1995, junto com Marco Bianchi e Felipe Xavier, fundou o grupo Os Sobrinhos do Ataíde. Em 1997, foram chamados para narrar o Rockgol, campeonato da MTV Brasil. Logo depois estrearam na Band, com o programa Bola Fora.
Com o fim dos Sobrinhos (em 1999), Bonfá seguiu para a Rede TV!, onde apresentou os programas Superpop (com Adriane Galisteu) e TV Fama (com Monique Evans e Otavio Mesquita). Apresentou depois, entre 2003 e 2010, o programa Rockgol, na MTV Brasil, ao lado de Marco Bianchi. Em 2011, foi contratado pelo canal SporTV para comandar o programa Diários do Bonfá, que passou por 12 países e permaneceu no canal até o final de 2013. Em 2012, foi também o narrador do programa Casseta & Planeta Vai Fundo, na TV Globo.
No início de 2014, o FOX Sports anunciou a contratação de Paulo Bonfá realizar uma cobertura diferenciada da Copa do Mundo no Brasil, projeto de enorme sucesso em todo o país. Ele apresentou no canal o programa Fox Para Todos, que era exibido todas as segundas-feiras, às 22h30 (foi para meia-noite) e que acabou em julho de 2015. No canal NatGeo é o titular da série Ciência do Absurdo, exibida em vários países.
Bonfá é palmeirense, mas jocosamente diz torcer para o New York Cosmos, equipe que encerrou suas atividades em 1984, e retornou em 2013. [carece de fontes?] Ele também diz ser dono da Paulo Bonfá Ringling Brothers Capillar Consultants, empresa fictícia especializada em tratamentos capilares. Dentre seus inúmeros bordões destacam-se "Totalmente excelente!", "Tirem as crianças da sala!" e "Xiii, Marquinho!". Com cinco Copas do Mundo e três Olimpíadas no currículo, Paulo Bonfá foi duas vezes premiado pela APCA (Associação Paulista de Críticos de Arte) e tornou-se comendador em 2014. O bordão ''Totalmente excelente!'' tornou-se nome de talk-show diário lançado  em 19 de março de 2020, pelo canal pago BandNews TV.
No rádio, em mais de 20 anos de carreira mesclando humor, música e informação, Paulo Bonfá teve passagens por USP FM, 89 FM, Jovem Pan FM, Transamérica FM, BandNews FM e Oi FM.

## Entrevistas
Em 2017, Paulo forneceu uma entrevista ao Museu da Pessoa, descreveu suas inspirações durante sua juventude que o motivaram a seguir a carreira de humorista.
"Eu posso dizer que eu tenho umas inspirações muito claras do meu trabalho como comediante. Uma delas é o Renato Aragão, que eu tive o prazer de conhecer e que foi homenageado dentro do projeto do festival Risadaria na edição de 2012. Renato Aragão, embora muitas pessoas... Vou de novo: Renato Aragão, embora muitas pessoas pensem: “Ah, ele é um migrante cearense que veio para o Sudeste tentar a vida com uma mão na frente e outra atrás”, ele tem uma história ótima, ele é advogado formado, ele é de uma família bem estabelecida em Fortaleza, ele teve uma carreira que ele pôde escolher o que fazer e tomou uma decisão de ir para o Rio de Janeiro para tentar fazer cinema, que era a grande intenção dele como artista que tinha se tornado. E, por acaso, a televisão também entrou nesse caminho, e ele sempre foi para mim uma inspiração, pela facilidade de fazer rir com poucas palavras, o humor físico, uma careta, um trejeito. Isso, para mim, me divertia porque sei lá, eu tinha quatro, cinco, seis anos de idade quando eu comecei a tomar contato com esse tipo de conteúdo."— Paulo Bonfá Em entrevista ao Museu da Pessoa